# Баталова Ельзара Халітівна
Ельза́ра Халі́тівна Бата́лова (нар. 6 березня 1979) — українська журналістка, телеведуча, продюсерка, акторка, співачка та громадська діячка. Заслужена артистка Автономної Республіки Крим та Заслужена артистка України.

## Життєпис
Народилась в місті Білогірськ, Крим у кримськотатарській родині. Батько робітник, мати вчителька музики. Її батьки були одними із перших репатріантів, повернулись у Крим у 1960-х роках. З дитинства займалась музикою, у 8 років стала переможницею конкурсу «Євпаторія-1988». Закінчила музичну школу по класу фортепіано [Архівовано 3 травня 2019 у Wayback Machine.] (1993), проживає: м. Київ.
Освіта:
1996—2000 – Київський Державний університет театру, кіно і телебачення ім.Карпенка-Карого, спеціальність — актриса драми та кіно
1994—1997 – Київську Державну Академію естрадного та циркового мистецтва, спеціальність — співачка естради

## Робота
Лютий 2016—2018: головна редакторка кримськотатарского радіо Meydan [Архівовано 16 липня 2019 у Wayback Machine.]
Вересень 2012—2017 : ATR [Архівовано 16 липня 2019 у Wayback Machine.] перший кримськотатарський телеканал.
Ведуча програми Acci Biber (Кухня з перчинкою), посилання на програми: http://atr.ua/shows/4/acci-biber [Архівовано 2 липня 2019 у Wayback Machine.]
Жовтень 2008 — квітень 2010: Верховна Рада АР Крим.
Заступниця начальника Управління служби Голови Верховної Ради Автономної Республіки Крим та його заступників.
Червень  2006 года — жовтень 2008 радниця з питань культури спікера  ВР АРКрим.
Червень 2001- серпень 2008: м. Київ. Академічного ансамблю пісні і танцю України Державної прикордонної служби України.
Артистка-вокалістка вищої категорії.

## Перемоги та нагороди
1988р — Всесоюзний конкурс юних виконавців «Євпаторія-88» (1 місце). 1989 р. — Кримський ТВ конкурс «Кримська перлина» (1 місце).
1990 р. — Музичний фільм Кримського ТБ «Співає Ельзара Баталова».
1991 р. — Художньо-музичний фільм Кримського ТБ «Ельзара». 1992 р. — Навчання в школі мистецтв США, г. Сейлем. Провідні ролі в мюзиклах «Оклохома» і «Вестсайдська історія».
1994 р.-1998 р. Лауреатка Всеукраїнського фестивалю «Пісенний вернісаж».
1995 р. — Гран-Прі Міжнародного конкурсу «Веселад» м. Київ. 
1995 р. — Гран-Прі Всеукраїнського конкурсу «Твоя Зоря» м. Тернопіль. 
1996 р. — Міжнародний ТВ конкурс «Море друзів», «Ялта-96» (3 місце). 
1997 р. — Міжнародний конкурс «Кримські зорі» (1 місце). 
2000 р. — Конкурс Об'єднаної Європи «Зелена Гура -2000» Польща.
Драматичні і кінороботи: Головна роль в мюзиклі «Попелюшка» [Архівовано 11 серпня 2020 у Wayback Machine.] м. Київ. Номінувалася на здобуття премії «Пектораль» в номінації «Відкриття року».
Музичний спектакль «Купала» Театр Ла-МаМа, Нью-Йорк, США. Головна роль у художньому фільмі "Татарський триптих".
Учасниця Урядових концертів України, днів культур України в країнах СНД і зарубіжжя, культурологічних міжнародних симпозіумів, благодійних заходів. Багаторазово була членом журі Всеукраїнських та Міжнародних оглядів-конкурсів.
https://www.youtube.com/channel/UC6FcLuAScnOrLUWQtE2yeeg/videos https://ru-ru.facebook.com/elzara.batalova [Архівовано 16 липня 2019 у Wayback Machine.]
Володіння мовами: російська, українська, англійська, кримськотатарська.
Неодружена. Має сина.